# MCC Grounds
El Marylebone Cricket Club Grounds (MCC Grounds para abreviar) es un estadio de fútbol de Belice, ubicado en el lado norte de la Ciudad de Belice.

## Historia
The Grounds se inauguró en la década de 1950 en el sitio conocido como Barracks y recibió su nombre del equipo de cricket inglés Marylebone Cricket Club (ya que Belice era una colonia británica).
Desde entonces, el MCC ha sido sede de numerosos partidos de clubes de la Premier Football League de Belice, ahora la Premier League de Belice y competencias desarrolladas por UNCAF y CONCACAF.
También es sede de competiciones de fútbol de escuelas primarias y secundarias.